# 毛枝柞木
毛枝柞木（学名：Xylosma racemosa var. glaucescens）为大风子科柞木属下的一个变种。

## 扩展阅读
- 維基物種上的相關：毛枝柞木